# Hostouň u Prahy (železniční zastávka)
Hostouň u Prahy je železniční zastávka, která se nachází jihovýchodně od obce Hostouň v okrese Kladno u silnice mezi Hostouní a Jenčí. Zastávka se však nachází na katastru Dobrovíze v okrese Praha-západ. Leží v km 26,824 železniční trati Hostivice–Podlešín mezi odbočkou Jeneček a stanicí Středokluky. Pouhých 436 metrů od zastávky směrem ke stanici Středokluky se nachází zastávka Dobrovíz-Amazon, která je v provozu od 29. listopadu 2016.

## Historie
Byť nově zprovozněná přeložka trati mezi Hostivicí a Středoklukami, která vznikla z důvodu výstavby nového pražského letiště, byla dána do provozu už 7. května 1966, zastávka Hostouň u Prahy byla zřízena až v roce 1987.
Z důvodu špatného stavu železničního svršku přestala být zastávka od 1. ledna 1993 obsluhována vlaky a mezi Středokluky a Hostivicí byla trvale zavedena náhradní autobusová doprava. Od grafikonu 2004/2005 byla na trati Hostivice–Podlešín úplně zastavena pravidelná osobní doprava, včetně náhradních autobusů. Trať sice byla opravena a provoz na ní byl obnoven od 18. prosince 2006, ale jezdily na ní jen nákladní vlaky.
Osobní vlaky se na zastávku vrátily v jízdním řádu 2014/15 ve formě sezonních víkendových cyklovlaků, o rok později pak začaly jezdit celoročně běžné osobní vlaky.

## Popis zastávky
V zastávce ležící na jednokolejné trati je vnější úrovňové panelové nástupiště s délkou 58 m, hrana nástupiště je ve výšce 300 mm nad temenem kolejnice. Cestujícím slouží přístřešek, není zde zřízeno osvětlení. V těsném sousedství zastávky je přejezd P2242 na silnici III. třídy z Hostouně do Jenče, který je vybaven světelným přejezdovým zabezpečovacím zařízením bez závor.